# Karl Johans gate

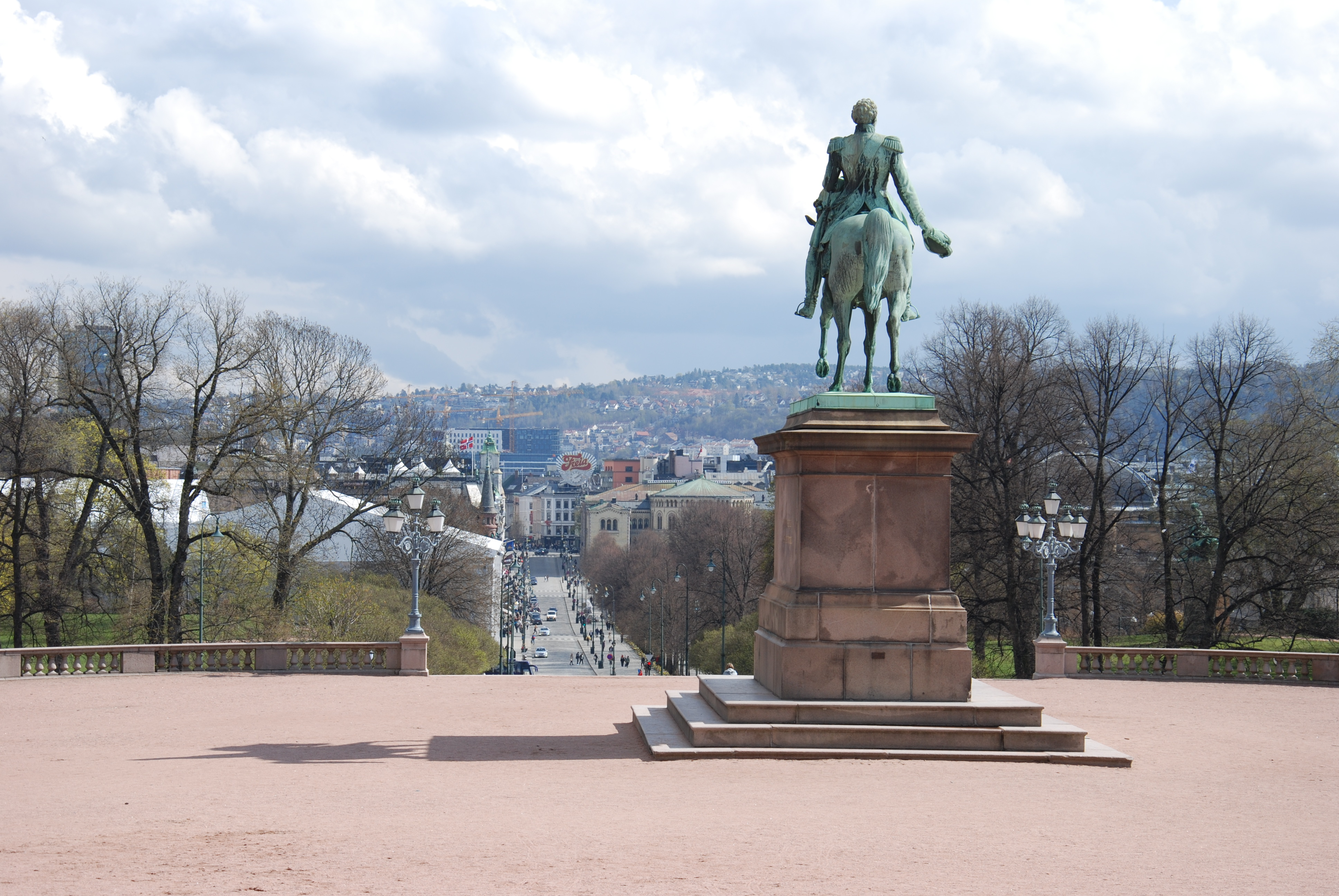
Karl Johans gate från slottet

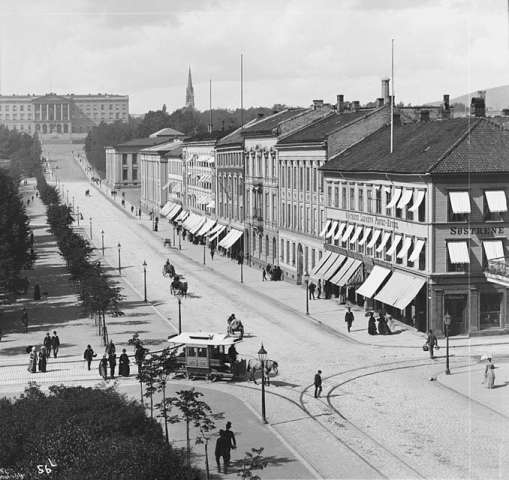
Karl Johans gate ca 1890

Karl Johans gate (informellt även Karl Johan) är huvudgatan i Oslo i Norge.

## Historik
Historiskt fanns det två gator som knöts samman omkring 1860. Detta var i samband med anläggandet av Stortinget. Gatans fick sitt officiella namn Slotsvejen 1840. Efter att unionskungen Karl XIV Johan (i Norge kallad Karl III Johan) dött 1844, ändrades namnet till Karl Johans gate år 1852. Gatan når sin högsta punkt på Egertorget, mitt mellan Oslo Sentralstasjon och slottet.

## Karl Johans gate idag
Gatan löper genom centrala Oslo, från centralstationen i sydöst till slottet i nordväst. Längs Karl Johans gate ligger Oslo domkyrka, Stortinget, Nationaltheatret och de ursprungliga byggnaderna för Oslo universitet, bland annat universitetets aula med målerier av Edvard Munch. Genom trafikomläggning har biltrafiken letts bort från paradgatan. År 2005, i samband med firandet av hundraårsminnet av Norges självständighet, togs asfalten upp och ersattes med gatsten. 
Idag erbjuder butikerna på Karl Johans gate shopping i alla prisklasser och ett rikt utbud av restauranger. På klassiska Grand Café i anrika Grand Hôtel hade diktaren Henrik Ibsen stambord sedan han 1891 flyttat tillbaka till den norska huvudstaden. 
Parallellt med Karl Johans gate, från "Løvebakken" vid Stortinget till slottet, löper Stortingsgata. Området mellan gatorna med fontäner och rekreationsytor, Eidsvolls plass,  kallas populärt "Spikersuppa" efter en fontän donerad av Christiania spigerverk. Den används som skridskobana på vintern.

## Bildgalleri

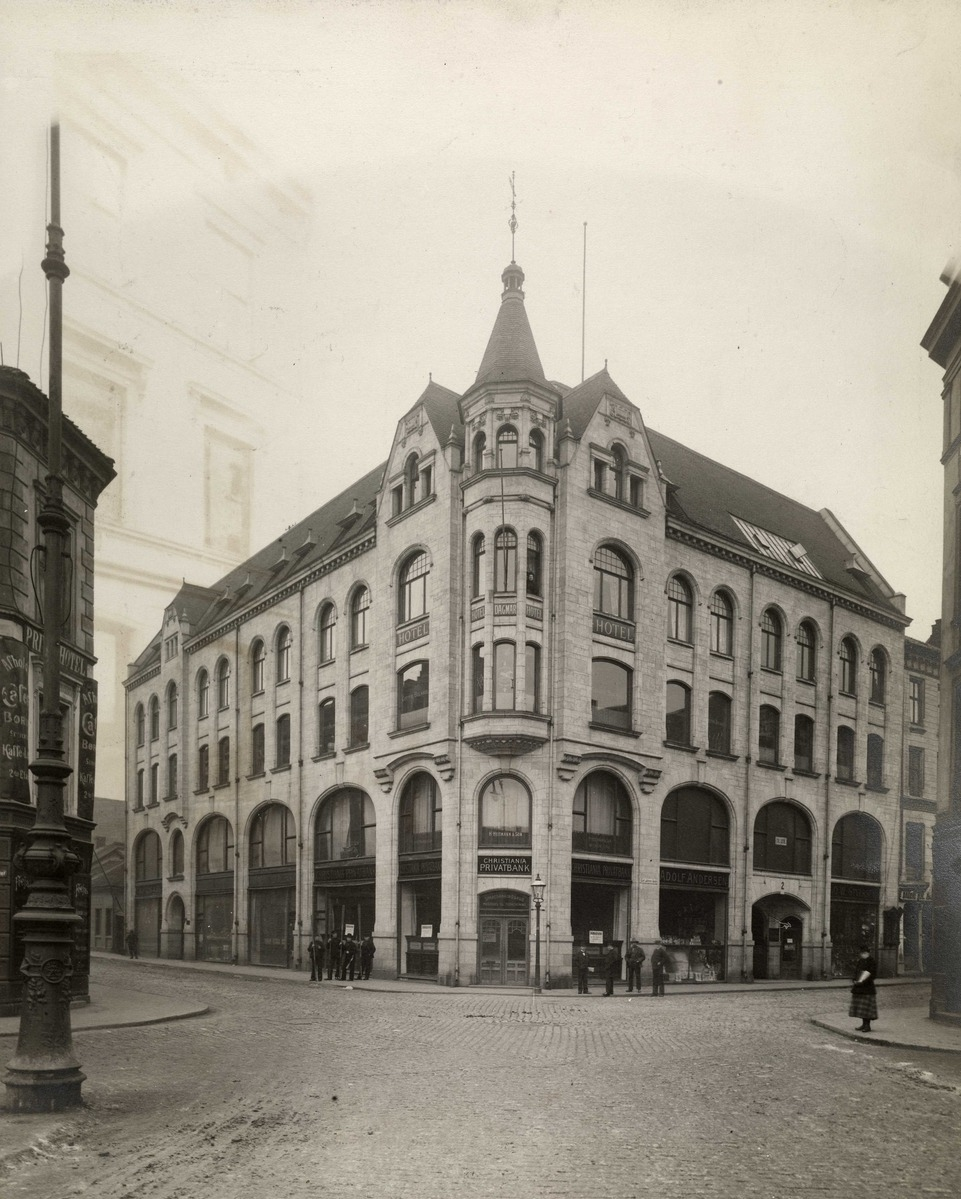
Karl Johans gate 2 1898. Christiania Privatbank och Hotell Dagmar
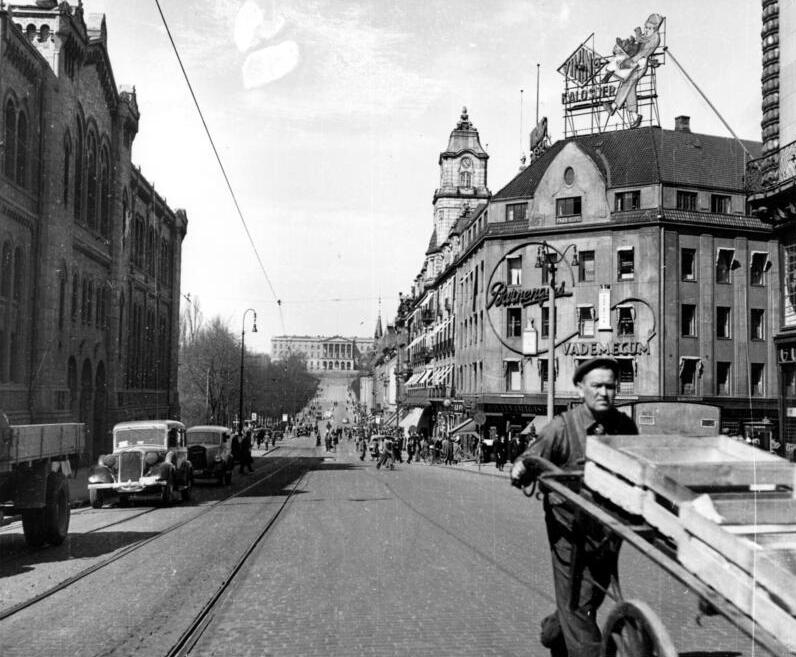
Karl Johans gate 27-31
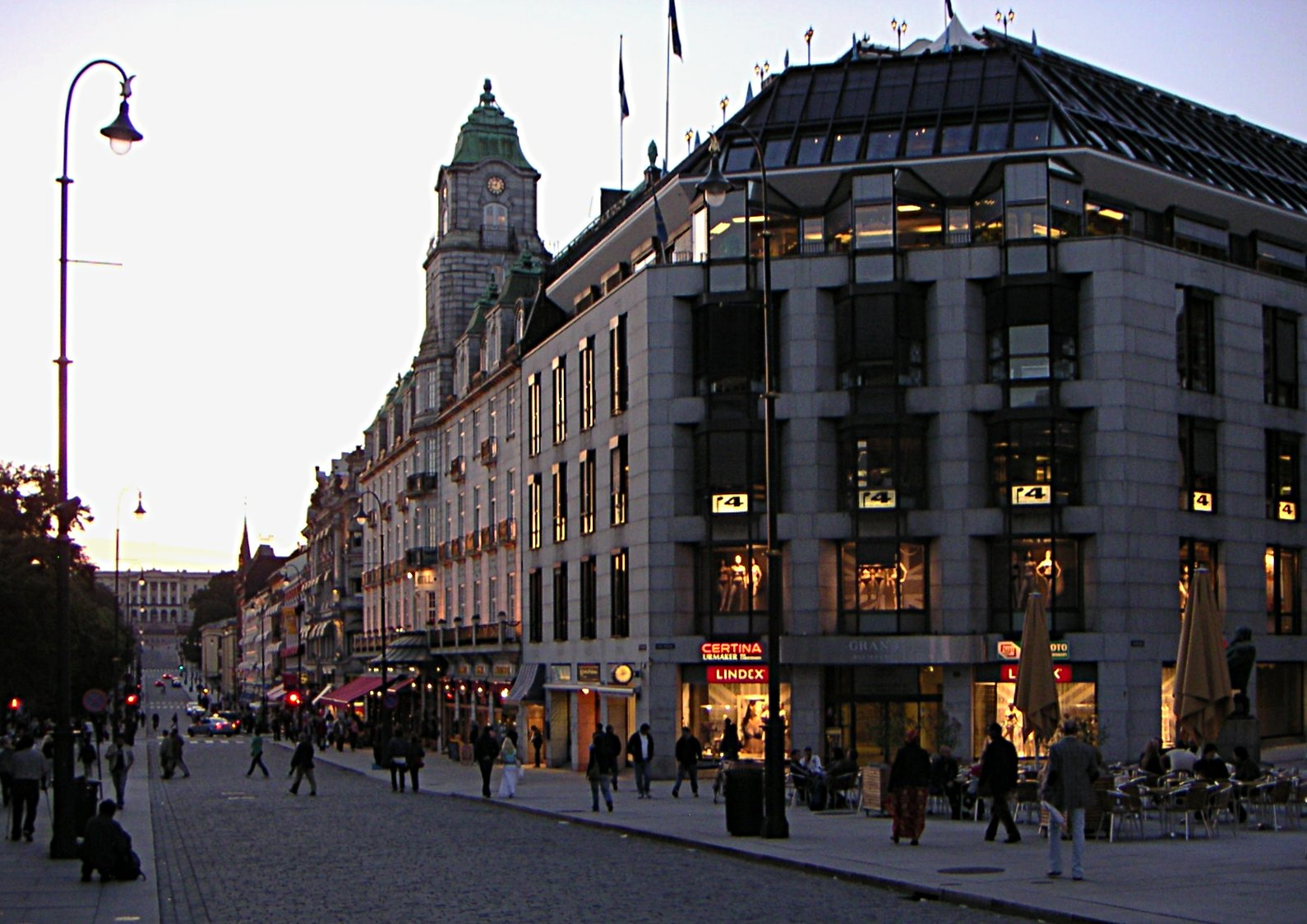
Karl Johans gate 27-31, 2005
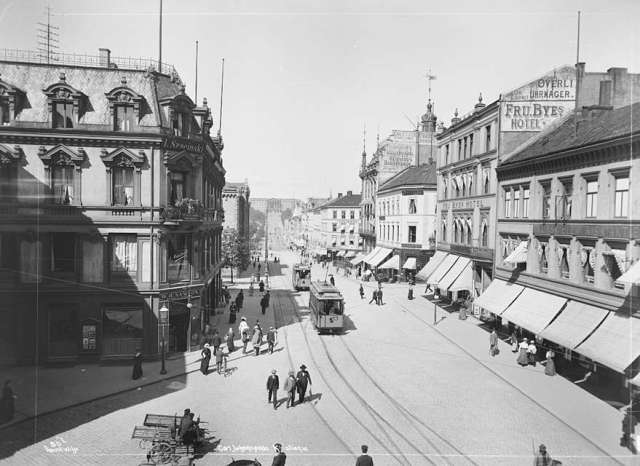
Egertorget på Karl Johans gate på 1880-talet
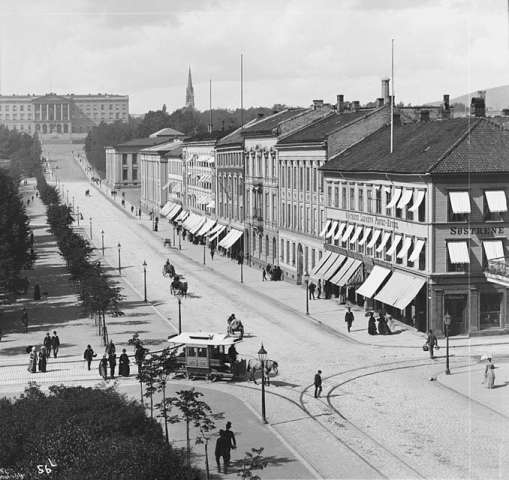
Karl Johans gate 33-45, omkring 1890
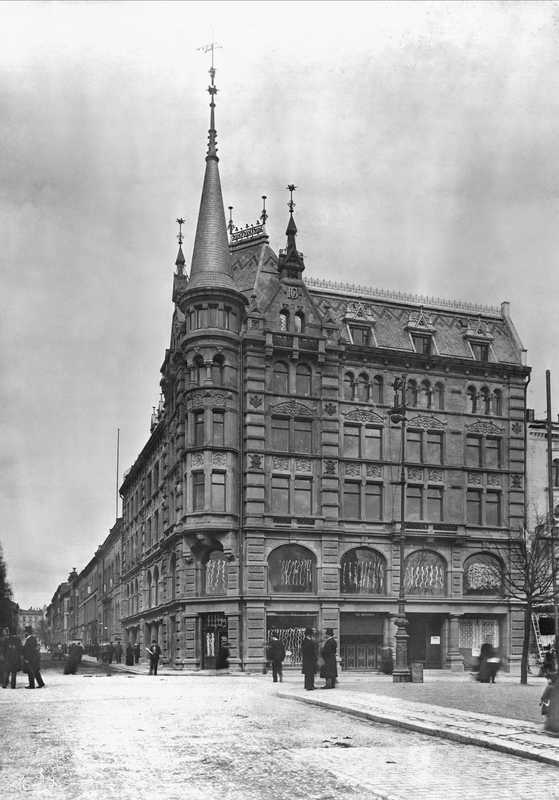
Karl Johans gate 45, Groschgården, sannolikt 1897